# Tezonquilillo
Tezonquilillo är en ort i Mexiko.   Den ligger i kommunen Matlapa och delstaten San Luis Potosí, i den sydöstra delen av landet, 210 km norr om huvudstaden Mexico City. Tezonquilillo ligger 142 meter över havet och antalet invånare är 113.
Terrängen runt Tezonquilillo är huvudsakligen lite bergig. Tezonquilillo ligger nere i en dal. Runt Tezonquilillo är det tätbefolkat, med 476 invånare per kvadratkilometer. Närmaste större samhälle är Tamazunchale, 13,1 km sydost om Tezonquilillo. I omgivningarna runt Tezonquilillo växer i huvudsak städsegrön lövskog.